# 鬼子母神前停留場
鬼子母神前停留場（きしぼじんまえていりゅうじょう）は、東京都豊島区雑司が谷二丁目にある東京都交通局都電荒川線（東京さくらトラム）の停留場である。駅番号はSA 27。

## 歴史

### 年表
- 1925年（大正14年）11月12日：王子電気軌道大塚駅前 - 鬼子母神前間開業時に開設。当時は終点。
- 1928年（昭和3年）12月25日：王子電気軌道が面影橋停留場まで延伸開業。
- 1942年（昭和17年）2月1日：王子電気軌道が東京市に買収され、東京市電（現・東京都電車）早稲田線（現・荒川線）の停留場となる。
- 1944年（昭和19年）：戦時体制により早稲田線の営業を休止[2]。
- 1946年（昭和21年）7月10日：早稲田線の営業を再開[3]。
- 2008年（平成20年）6月14日：東京メトロ副都心線雑司が谷駅開業に伴い、乗換駅になる。

### 停留場名について
当停留場の読み方は「きしぼじんまえ」であるのに対し、法明寺の鬼子母神堂は「きしもじん」または「きしもしん」と読みが異なる。また、当所における正式な「鬼子母神」の「鬼」の表記は、1画目の点がない字を用いる。これは、鬼子母神が釈尊に諭されて改心した結果、角が外れたためという伝説に基づく。

## 停留場構造
相対式ホーム2面2線を有する地上駅。
| 乗車ホーム | 路線                            | 方向 | 行先         |
| ---------- | ------------------------------- | ---- | ------------ |
| 西側       | 都電荒川線 （東京さくらトラム） | 上り | 三ノ輪橋方面 |
| 東側       | 都電荒川線 （東京さくらトラム） | 下り | 早稲田方面   |

## 停留場周辺
停留場前後の区間では都市計画道路「環状第5の1号線」（地下トンネル構造）の工事が進められている。
- 東京メトロ副都心線雑司が谷駅 - 本停留場の直下にあり、乗換駅として案内されている。
- 法明寺鬼子母神堂
- 東京都道305号芝新宿王子線
- 東京都道8号千代田練馬田無線（目白通り）
- 東京音楽大学
- 東京音楽大学付属高等学校
- 学習院大学
- 目白警察署
- 豊島区立雑司が谷地域文化創造館
- 雑司が谷郵便局
- のぞき坂
- 千登世橋
- JR東日本山手線目白駅 - 公式な乗換駅ではない。

## 隣の停留場
東京都交通局
 都電荒川線（東京さくらトラム）
都電雑司ヶ谷停留場 (SA 26) - 鬼子母神前停留場 (SA 27) - 学習院下停留場 (SA 28)